# Vinod Kumar (ur. 1984)
Vinod Kumar Dahiya (ur. 7 sierpnia 1984) – indyjski, a od 2015 roku australijski zapaśnik walczący w obu stylach. Zajął siódme miejsce na mistrzostwach świata w 2006. Siódmy na igrzyskach azjatyckich w 2006 i dwunasty w 2010. Jedenasty na mistrzostwach Azji w 2007 i 2008. Złoty medalista mistrzostw Oceanii w 2016 i brązowy w 2023 roku.
Zakwalifikował się na igrzyska w Rio de Janeiro 2016, ale został przyłapany na dopingu i wykluczony z kadry.